# Makala (commune)
Pour les articles homonymes, voir Makala.
Makala est une commune du sud de la ville de Kinshasa en république démocratique du Congo. Elle est l'un des nouveaux lieux de peuplement, situé dans la zone des collines au sud de la cité (Kalamu et Kasa-Vubu). Elle fait partie, avec les six communes de Kalamu, Bandalungwa, Ngiri-ngiri, Selembao, Bumbu et Kasa-Vubu, du district de la Funa.

## Histoire et morphologie urbaine

### Situation
Le village de Makala était bâti sur la rupture de pente entre la plaine alluviale du Congo et les collines du Sud.
La plaine a « une largeur moyenne de 5 à 7 kilomètres et a la forme d’un croissant. Cette plaine se situe entre 300 et 320 mètres d’altitude et a une superficie d’à peu près 100 km² ». Les collines, quant à elles, se composent des monts Ngaliema, Amba et Ngafula, qui ont une altitude comprise entre 350 à 675 mètres. Ils constituent « la frontière commune avec le Bas-Congo et [forment] la partie Sud de la Ville, jusqu’au Sud-Est, où se trouve le Plateau des Bateke. Ces collines, y compris les hauteurs de Binza et de Kimwenza, seraient issues du démantèlement de ce Plateau ».
Le village de Makala a été rejoint par l'urbanisation au cours des années 1950, a été rattaché avec 12 autres communes à la ville de Kinshasa en 1958, et s'est depuis intégré à la structure urbaine :
| \| Les 4 districts et les 24 communes de Kinshasa \| \| v · d · m \| |                    |           |
| District de la Lukunga District de la Funa District du Mont-Amba District de la Tshangu Brazzaville Fleuve Congo Pool Malebo M’Bamou Baie de Ngaliema Gombe Barumbu Kin. Ling. K.-V. Ng.-Ng. Kal. Banda- lungwa Kintambo Ngaliema Selembao Bumbu Makala Ngaba Lemba Limete Matete Kisenso Masina Ndjili Kimbanseke Nsele Mont-Ngafula Nsele Maluku |                    |           |
| abréviations : Kinshasa (Kin.), Kasa-Vubu (K.-V.), Lingwala (Ling.), Ngiri-Ngiri (Ng.-Ng.) |                    |           |
| Les 4 districts et les 24 communes de Kinshasa | Blason de Kinshasa | v · d · m |

« Il existe enfin plusieurs pôles centrés sur des points de rupture périphériques. Ils sont parfois mal délimités, mal structurés. Ils marquent cependant bien les articulations de l'organisme urbain. Les pôles de Bumbu et de Makala apparaissent tous deux situés au contact des collines d'une part et des terrasses facilement urbanisables d'autre part. Les terrasses de la “plaine” étaient déjà d'ailleurs occupées, il y a moins de trente ans, par d'anciens villages qui s'étaient implantés à la limite de la ligne de rupture de pente : [...] village de Makala près de la rivière Bumbu... ».
En 1975, l'Atlas de Kinshasa qualifie Makala (ainsi que Masina, Kinseso, Selembao, N’djili, Bumbu, Kimbanseke, Ngaba) de « quartiers excentriques et d’extension ».

### Urbanisation
À l'instar des autres communes situées sur le piémont des collines du Sud (Ngaba et Bumbu), Makala a adopté un plan en damier géométrique de pistes globalement orientées Nord-Sud et Est-Ouest, quadrillage qui ne s'interrompt qu'au droit des cours d'eau comme la rivière Kalamu. Ce plan pratique et facile à mettre en œuvre dans la plain alluviale l'a également été sur les pentes des collines, ce qui a entraîné une fort érosion à la saison des pluies.
Fin novembre 2010, Makala, comme toutes les communes de Kinshasa, se voit dotée par le ministre provincial des Affaires foncières, de l’urbanisation et de l’habitat pour la ville de Kinshasa, Antoine Bidingi Muzingu, de deux chefs de cellule, respectivement de l’urbanisme et de l’habitat, afin de mettre un terme à l’anarchie observée à travers les communes de la ville de Kinshasa : Menteke Nembe pour l'habitat et Aseke Ehuke pour l'urbanisme.
Le plan en damier régulier est toutefois interrompu par le carrefour important que constitue le Rond-point Ngaba, au Sud-Est de la commune, en limite de Ngaba et Lemba, à l'intersection de l'avenue de l'Université (direction Nord-Sud) et de l'avenue By-Pass (direction Est-Ouest).

## Démographie
| 1967   | 1970   | 1984    | 2003    | 2004    |
| ------ | ------ | ------- | ------- | ------- |
| 37 200 | 49 346 | 108 939 | 245 487 | 253 844 |

La densité est donc très importante à Makala, environ 45 000 habitants/km2 en 2004, plus importante que celle de l'arrondissement le plus dense de Paris, le 11e arrondissement de Paris. En 1984 déjà, la densité de constructions était estimée par Marc Pain entre 22 et 23 constructions en moyenne par hectare ; or, d'après les recensements, la population a plus que doublé depuis.

## Administration
En 2012,
- le bourgmestre est Mussa Abdul Razac,
- le bourgmestre adjoint est Gommaire Minsi Nsiala,

En 2023,
- le Bourgoumeste Vuangi matomina Baudouin,
- le Bourgoumeste adjoint Kaferio Ngudia Kabongo,

,.

## Lieux et monuments
| \| Carte de Makala \| \| v · d · m \| |  |           |
| COMMUNE DE BUMBU COMMUNE DE NGIRI-NGIRI COMMUNE DE KALAMU COMMUNE DE NGABA COMMUNE DE LEMBA COMMUNE DE MONT-NGAFULA COMMUNE DE SELEMBAO RPN. CAT. CHR. MAT. UNI. |  |           |
| Légende : - CAT : Écoles catholiques, - CHR : Paroisse Sainte-Christine, - MAT : Paroisse Saint-Mathias - RPN : Rond-point Ngaba. - UNI : Avenue de l'Université |  |           |
| Carte de Makala |  | v · d · m |

### Les différents quartiers
- Bagata,
- Bahumbu,
- Bolima,
- Kabila,
- Kisantu,
- Kwango,
- Lemba village,
- Mabulu I,
- Mabulu II,
- Malala,
- Mawanga,
- Mmfidi,
- Mikasi,
- Salongo,
- Selo,
- Tampa,
- Uele,
- Wamba[7].

#### Enseignement
Outre tes établissement scolaires primaires et secondaires, Makala compte un établissement (privé) d'études supérieures, l'Institut supérieur d’enseignement technique médical (ISETM), qui a été jugé “viable” par le gouvernement avec une note de 63,5 sur 100 (les établissements notés en dessous de 50 furent fermés et leurs étudiants recasés ailleurs). Son directeur général était par ailleurs en 2004 le président de l’association des chefs d’établissements privés.
Depuis janvier 2021, un Mouvement des anciens élèves de l'ENA RDC, Mouvement Congo Libéral dirigé par Jean Paul MUYA, œuvre dans cette commune notamment pour contribuer à l'amélioration de l'offre éducative ; l'éducation étant un des droits économiques, sociaux et culturels que l'État a la responsabilité première de réaliser.

#### Religion
La commune compte cinq paroisses catholiques rattachées à l'archidiocèse de Kinshasa, toutes situées dans la Région Apostolique Kin-Centre :
- Dans le doyenné Saint-Gabriel :
  - Sainte-Christine, créée en 1963[13], connue notamment pour sa chorale lancée en 1983[14] et pour ses actions auprès des enfants des rues,
  - Saint-Mathias, créée en 1961, et dont l'église actuelle a été consacrée en 1984 par Mgr Joseph-Albert Malula[15],
- Dans le doyenné Saint-Joseph :
  - Sainte-Claire, créée en 1990 après que l'église eut été consacrée le 15 octobre 1989 par Mgr Tharcisse Tshibangu Tshishiku[16],
  - Saint-Clément, créée en 1960 et dont la première église est construite en 1965[17],

La ville compte aussi une église évangélique qui a connu depuis 1984 une période de réveil spirituel.

### Insécurité

#### État des lieux
Certains lieux de la commune connaissent par ailleurs une criminalité endémique au cours des années 2000 et 2010,. Plusieurs auteurs évoquent des combats de rue, des viols, les agissements en quasi-impunité de bande de jeunes, et, plus inquiétant encore, la présence du phénomène “Kata-kata” (assassinats à la machette, probablement inspirés des pratiques du génocide rwandais),.
Les policiers sont parfois pointés du doigt en matière de corruption et de collusion avec certains trafiquants de drogue. Cependant, dans certains cas, la population est amenée à aider les forces de l'ordre pour arrêter les criminels. En 2011, peu après les élections présidentielles, des pillages ont lieu à Makala comme dans les communes voisines de Ngaba et Ngaliema, visant en particulier les magasins des commerçants chinois, mais aussi les églises de différentes confessions,.
Par ailleurs, le rond-point Ngaba est un lieu de prostitution fréquenté par des mineures parfois âgées de seulement 14 ans, et qui ont du mal à envisager un autre métier.

#### Évolution récente: des solutions envisagées
Néanmoins, des solutions sont recherchées pour lutter contre cette criminalité :
- Notamment, le député Laurent Batumona a décidé de lancer en 2009 l'organisation d'un tournoi de football réunissant 22 équipes des 22 quartiers de Makala[27].
- Un notable de la Commune de MAKALA à la personne de Gaël MOLEKA WATEGA président inter fédéral du parti politique Agir Ensemble , du regroupement politique ANB ,membre de l'Union sacrée du président Félix Tshisekedi milite pour la construction d'un stade municipal dans la commune de MAKALA  comme certaines communes de la ville province de Kinshasa.
- Un durcissement des peines de prison est programmé en vue de dissuader en particulier les bandes de « Kuluna» : le déplacement dans une autre province est désormais effectif[28].
- La population demande désormais aux policiers de prouver leur appartenance au corps de justice[29].
- Le MJDI, “mouvement des jeunes pour le développement intégral de Ngiri-Ngiri”, implanté dans cette dernière commune mais dont les actions devraient s’étendre à Makala, Bumbu et Selembao, lutte contre la corruption et les tracasseries administratives et policières[29].
- D'autre part, malgré l'insécurité chronique, certains entrepreneurs ne dédaignent pas d'implanter leur entreprise à Makala ; le problème récurrent affectant ces entreprises est plutôt l'excès de taxe que la violence du quartier[30].

### Insalubrité et déficit en équipements publics

#### Ordures
La commune de Makala, l'une des plus pauvres de l'agglomération kinoise, est aussi un lieu d'insalubrité, où la gestion des ordures est notamment déficiente.
Recherches de solutions
Depuis janvier 2007, une opération de ramassage et de recyclage des déchets par les habitants eux-mêmes a été lancée par l'ONG Umoja dans les communes de Makala et Ngaba. Les habitants sont invités à ramasser le plastique, ensuite collecté par l'association qui le broie et le transforme en matière première pour sachets en plastique recyclé. Le but premier est la création d'emplois, même si l'assainissement des rues en est une conséquence logique.

#### Desserte en énergie
La commune de Makala abrite un poste électrique de la SNEL (Société nationale d'électricité) alimenté en 132 kV et venant du barrage Inga I ; malgré cela, elle est régulièrement touchée par des pannes et des coupures d'électricité,. Pire, la population est parfois exposée à des câbles dénudés encore chargés et traînant à proximité du sol.

#### Voirie
L'état de la voirie est notoirement mauvais, au point que la plupart des rues sont impraticables pour des véhicules hors saison sèche,.
Des travaux de réhabilitation ont été menés. Toutefois, les réhabilitations sont parfois inefficaces.
En 2005, Godard Mabokoy, journaliste au Potentiel, fait le constat d'une « municipalité presque à l’abandon » :
- souvent inondée par la rivière Kalamu, qui n'a « jamais été curée »,
- où aucune avenue n'est asphaltée et dont même les plus grandes sont recouvertes d'immondices,
- où il n'y a ni hôpital ni véritable centre de santé,
- où l'approvisionnement en eau et électricité est aléatoire, de nombreux habitants choisissant de pratiquer des « raccordements sauvages » sur les lignes électriques[3].

#### Enclavement
En conséquence de cette dégradation des chaussées, Marc Pain ait le constat d'une aggravation (entre 1973 et 1984) de l'enclavement de Makala dans l'agglomération, les trajets vers le centre comme vers d'autres périphéries étant de plus en plus longs, à tel point qu'il est parfois plus rapide de se rendre à sa destination à pieds. Vingt ans plus tard, en 2007, le journal Le Potentiel fait le même constat d'une dégradation : « Autrefois, les conducteurs de véhicules empruntaient certaines avenues secondaires. Celles-ci sont, par les temps qui courent, devenues impraticables. ».
Or l'emploi est assez faible dans la commune de Makala, très résidentielle. En 1984 déjà, Marc Pain fait le constat d'une polarisation du Sud de l'agglomération kinoise, vers les pôles industriel de Limete et tertiaire de Ngaliema.

### Institutions caritatives

#### Hospitalières
- Un centre hospitalier, l'Hôpital Ngondo Maria, est implanté à Makala. Il a ouvert en 2010, grâce à de nombreuses aides, un bloc opératoire, notamment pour traiter les urgences (appendicites, césariennes, etc.) impossibles à traiter dans les hôpitaux du centre-ville trop éloignés[40],[41].
- Le 7 mars 2012, l'entreprise Tigo et l'Observatoire Congolais de la Santé ouvrent un centre de soins de santé primaires à Makala, accueillant en priorité femmes et enfants[42].
- Un premier centre de santé avait été implanté à Makala, le centre de santé Selo. Il subsistait notamment grâce aux aides alloués par l'Union européenne à l'Église du Christ au Congo qui l'avait financé. À la suite de détournements de fonds en 2001[43] et à la suite d'un différend juridique, le centre a perdu ses sources de financement en 2002[44].

#### Orphelinat
La commune de Makala compte un orphelinat, géré par l'association Les orphelins de Makala et qui accueille 15 filles et 15 garçons. Cette association a été créée par Rio Mavuba, joueur de football et capitaine du LOSC ; elle est financée notamment par ses primes de match, mais aussi par des évènements qu'il a initiés, tels que 24 heures à Makala ou Une nuit à Makala, concert caritatif au Zénith de Lille le 26 mars 2012.

#### Auprès des enfants de la rue
- Depuis 2003, la Communauté du Chemin-Neuf, communauté chrétienne née à Lyon, en France, en 1973, est présente notamment à travers la mission que lui a confiée Frédéric Etsou Nzabi Bamungwabi dans la paroisse Sainte-Christine de Makala. Cette communauté a créé en 2005 le projet “Ndako na biso” (“notre maison”) ayant pour but d'aller à la rencontre des enfants de la rue, de leur offrir un abri, une éducation, et si possible de les réinsérer dans leur famille[47],[48],[49],[50]. En 2009, ce centre a par exemple permis la réinsertion de 450 enfants[51].

Le centre saint-Joseph a été construit en vue de donner à ces enfants une formation professionnalisante,.
- D'autres projets visant le même objectif sont en cours, soutenus par les paroisses locales et l'association internationale Caritas, visant un peu plus de 25 000 enfants[12].

#### Scolaires
- D'autre part, le Chemin Neuf a reconstruit l'école Sainte-Christine, formé et payé les professeurs[54], et construit le collège (également nommé Sainte-Christine) qui vise à prolonger la formation des enfants[55],[41].
- L'association Makala, en partenariat avec Femmes du Monde,
  - soutient et en développe, grâce à la culture de terrains agricoles, l'aide en compléments alimentaires
  - prend en charge la scolarité d'orphelins,
  - aide à leur formation professionnelle
  - soutient l'esprit d'entreprise des femmes[36].

### Kinshasa, la ville et la cité
Marc Pain, Kinshasa: la ville et la cité, mémoire O.R.S.T.O.M. d'études urbaines, volume 105, Éditions IRD, 1984,  (ISBN 978-2709907286), 267 pages.
1. ↑  page 203.
2. ↑  Page 39.
3. ↑  Page 194.
4. ↑  Page 80.
5. ↑  Page 177.
6. ↑  Pages 228 et 229.

### Autres références
1. ↑  (en) « Tour de Kinshasa », Go Kinshasa, juin 2008 (consulté le 23 mars 2012).
2. ↑  (en) « Chapitre I. : Situation physique de la ville-province, page 14 », Ministère du Plan, avril 2005 (consulté le 21 mars 2012).
3. 1 2 3  (en) « Makala, une municipalité presque à l’abandon », Le Potentiel, 15 août 2005 (consulté le 23 mars 2012).
4. ↑  Lusamba Kibayu Michel, Portrait des quartiers populaires à Kinshasa (RDC): un territoire, une identité, SPED3-Institut d’études du développement (Université catholique de Louvain), page 9.
5. ↑  (en) « Désignation des chefs de cellule de l’Urbanisme et de l’habitat dans la ville de Kinshasa », Media Congo, 29 novembre 2011 (consulté le 20 mars 2012).
6. ↑  (en) « Chapitre III : Caractéristiques socioculturelles, page 44 », Ministère du Plan, avril 2005 (consulté le 21 mars 2012).
7. 1 2  (en) « Commune de Makala », Kinshasa, ? (consulté le 14 mars 2012).
8. ↑  (en) « Makala », Tout Kin, 3 décembre 2009 (consulté le 30 mars 2023).
9. ↑  (en) « Enseignement supérieur et universitaire : les établissements jugés viables priés de récupérer les étudiants de ceux fermés », Digital Congo TV, 23 décembre 2009 (consulté le 30 mars 2012).
10. ↑  (en) « Établissements viables et leurs scores », Ministère de l'Enseignement supérieur et universitaire, ? (consulté le 30 mars 2012).
11. ↑  (en) « Fermeture des écoles supérieures bidon », Syfia Grands-Lacs, 22 avril 2004 (consulté le 30 mars 2012).
12. 1 2  (en) « Caritas-Développement Kinshasa : nouveaux Comités paroissiaux d’exécution pour le « Projet de prise en charge familiale et communautaire des orphelins et enfants vulnérables » », Caritas, 23 juin 2011 (consulté le 23 mars 2012).
13. ↑  (en) « Paroisse Ste Christine », Archidiocèse de Kinshasa, ? (consulté le 28 mars 2012).
14. ↑  (en) « Chorale Sainte Christine totalise 26 ans », Digital Congo TV, 21 février 2009 (consulté le 28 mars 2012).
15. ↑  (en) « Paroisse St Mathias », Archidiocèse de Kinshasa, 12 août 2011 (consulté le 28 mars 2012).
16. ↑  (en) « Paroisse Ste Claire », Archidiocèse de Kinshasa, 15 septembre 2010 (consulté le 28 mars 2012).
17. ↑  (en) « Paroisse St Clément », Archidiocèse de Kinshasa, 18 septembre 2010 (consulté le 28 mars 2012).
18. ↑  (en) « La belle porte », Église évangélique de la belle Porte, ? (consulté le 23 mars 2012).
19. ↑  (en) « La commune de Makala en insécurité », Radio Okapi, 16 août 2007 (consulté le 23 mars 2012).
20. ↑  (en) « Kinshasa: recrudescence du phénomène Kuluna à Makala », Radio Okapi, 24 juin 2011 (consulté le 14 mars 2012).
21. ↑  (en) « Les communes de Ngaba et Makala sous la psychose de «Kata-Kata» », Le Potentiel, 8 juin 2005 (consulté le 23 mars 2012).
22. ↑  (en) « Congo-Kinshasa: Commune de Makala - Les trafiquants de drogue protégés par des policiers », All Africa, 11 juin 2010 (consulté le 23 mars 2012).
23. ↑  (en) « La police neutralise un violeur à Makala », Le Potentiel, 25 mai 2005 (consulté le 23 mars 2012).
24. ↑  (en) « À Kinshasa : des potentiels pilleurs mis aux arrêts après la publication des scrutins à la présidentielle de 2011 », Digital Congo TV, 14 décembre 2011 (consulté le 23 mars 2012).
25. ↑  (en) « Communication du ministère de la justice et droits humains : « Halte au génocide en RDC » », Luzolo Bambi, ministre de la Justice de la RDC, 13 décembre 2011 (consulté le 23 mars 2012).
26. ↑  (en) « La prostitution des mineures prend une ampleur inquiétante au Rond-Point Ngaba », Digital Congo TV, 9 février 2004 (consulté le 28 mars 2012).
27. ↑  (en) « Batumona réunit les jeunes lors d'un tournoi de football », Africa Sport, 3 novembre 2009 (consulté le 23 mars 2012).
28. ↑  (en) « Lutte contre le banditisme « Phénomène Kuluna » à Kinshasa: un premier groupe envoyé à Ekafela »(Archive.org • Wikiwix • Archive.is • Google • Que faire ?), Berger média, ? (consulté le 23 mars 2012)
29. 1 2  (en) « Kinshasa : les habitants de Makala et Ngiri-ngiri s’attèlent à éradiquer la criminalité par la chasse des éléments incontrôlés », Digital Congo TV, 14 décembre 2010 (consulté le 23 mars 2012).
30. ↑  (en) « Entreprise-RD Congo: L'excès de taxe tue l'entrepreneuriat local », Afrique en ligne, 13 octobre 2011 (consulté le 23 mars 2012).
31. ↑  (en) « Kinshasa : insalubrité dans la commune de Makala », Radio Okapi, 13 août 2009 (consulté le 23 mars 2012).
32. ↑  (en) « Les déchets source de revenus », Ingénieurs sans frontières, novembre 2007 (consulté le 23 mars 2012).
33. ↑  (en) « Makala : la Snel va de nouveau desservir une partie de cette juridiction », David Tshiala, Le Potentiel, 8 août 2007 (consulté le 28 mars 2012).
34. ↑  (en) « Matete, Ngaba, Makala…de nouveau dans le noir », David Tshiala, Le Potentiel, 18 juin 2008 (consulté le 28 mars 2012).
35. ↑  (en) « Makala : l’électrocution à la porte de la paroisse St Matthias », Le Potentiel, 6 juin 2008 (consulté le 28 mars 2012).
36. 1 2  (en) « Visé et l'ONG Femmes du Monde - Makala », Visé Magazine, 4 septembre 2011 (consulté le 23 mars 2012).
37. ↑  Kibayu Michel Lusamba, Évolution des pratiques de sécurisation des conditions de vie dans trois quartiers populaires de Kinshasa, Presses universitaires de Louvain,  (ISBN 978-2874632440), page 246.
38. ↑  (en) « Kinshasa : mauvais entretien des infrastructures réhabilitées », '7 sur 7 CD, 27 février 2012 (consulté le 23 mars 2012).
39. ↑  (en) « Ngaba-Makala : la circulation pose problème après la pluie », Le Potentiel, 3 octobre 2007 (consulté le 28 mars 2012).
40. ↑  (en) « Juillet 2010 Hôpital Ngondo Maria Commune de Makala - Kinshasa R.D. du Congo », Rotary International, juillet 2010 (consulté le 23 mars 2012).
41. 1 2  (en) « Suite à L’A.G.: Actions réalisées par « Santé & Développement » en 2010 », Santé et Développement, 13 mars 2011 (consulté le 23 mars 2012).
42. ↑  (en) « Tigo et OCSanté portent une assistance sanitaire à la population de Makala », mediacongo.net, 12 mars 2012 (consulté le 14 mars 2012).
43. ↑  (en) « Congo-Kinshasa: Commune de Makala : Quid des fonds destinés à la réhabilitation du Centre de Santé Selo ? », 12 décembre 2001 (consulté le 23 mars 2012).
44. ↑  (en) « À cause de son statut de locataire: le Centre de Santé Selo privé d'aide », 22 avril 2002 (consulté le 23 mars 2012).
45. ↑  (en) « L’orphelinat », Les orphelins de Makala, ? (consulté le 14 mars 2012).
46. ↑  (en) « "Une Nuit à Makala" présenté par Rio Mavuba aux médias », LOSC Lille Métropole, 1er mars 2012 (consulté le 14 mars 2012).
47. ↑  (en) « Kinshasa : l’ONG CCN et la réintégration familiale des enfants de la rue », Radio Okapi, 26 août 2010 (consulté le 14 mars 2012).
48. ↑  La Prospérité (Kinshasa), « Congo-Kinshasa: Étatiques et non étatiques ont débattu à la Halle de la Gombe ! », sur AllAfrica.com, AllAfrica, 2 février 2012 (consulté le 8 mars 2012).
49. ↑  SOS enfants, « Les enfants sorciers en RD du Congo », sur [parrainages.org], Parrainage d'enfants, ? (consulté le 8 mars 2012).
50. ↑  Communauté du Chemin-Neuf, « Lettre de Kinshasa N° 15 », sur chemin-neuf.org, Communauté du Chemin-Neuf, 15 décembre 2009 (consulté le 28 mars 2012).
51. ↑  Pierre Cappelaere, Congo RDC : puissance et fragilité, L'Harmattan, 24 févr. 2011,  (ISBN 978-2296541627), 267 pages ; page 114.
52. ↑  ACP, « Prise en charge au centre de formation « Saint Joseph » des enfants de la rue de Kinshasa », sur [digitalcongo.net], Digital Congo TV, 10 septembre 2010 (consulté le 20 mars 2012).
53. ↑  Agence congolaise de presse, « 39.978 USD du gouvernement japonais au profit du projet d’extension du Centre de formation professionnelle St Joseph de Kinshasa/Makala », sur acpcongo.com, Agence congolaise de presse, 14 mars 2012 (consulté le 23 mars 2012).
54. ↑  Halitim, « Les brèves du dimanche 20 novembre 2011 », sur 81.93.5.163, Rotary Club de Lille, 20 novembre 2011 (consulté le 20 mars 2012).
55. ↑  Ignace Bulueme, « Lettre de Kinshasa N° 10 novembre 2007 », sur Communauté du Chemin Neuf, Communauté du Chemin-Neuf, novembre 2007 (consulté le 20 mars 2012).